# Roy Campbell (poeta)
Ignatius Royston Dunnachie Campbell, meglio conosciuto come Roy Campbell (Durban, 2 ottobre 1901 – Setúbal, 23 aprile 1957), è stato un poeta e scrittore sudafricano.

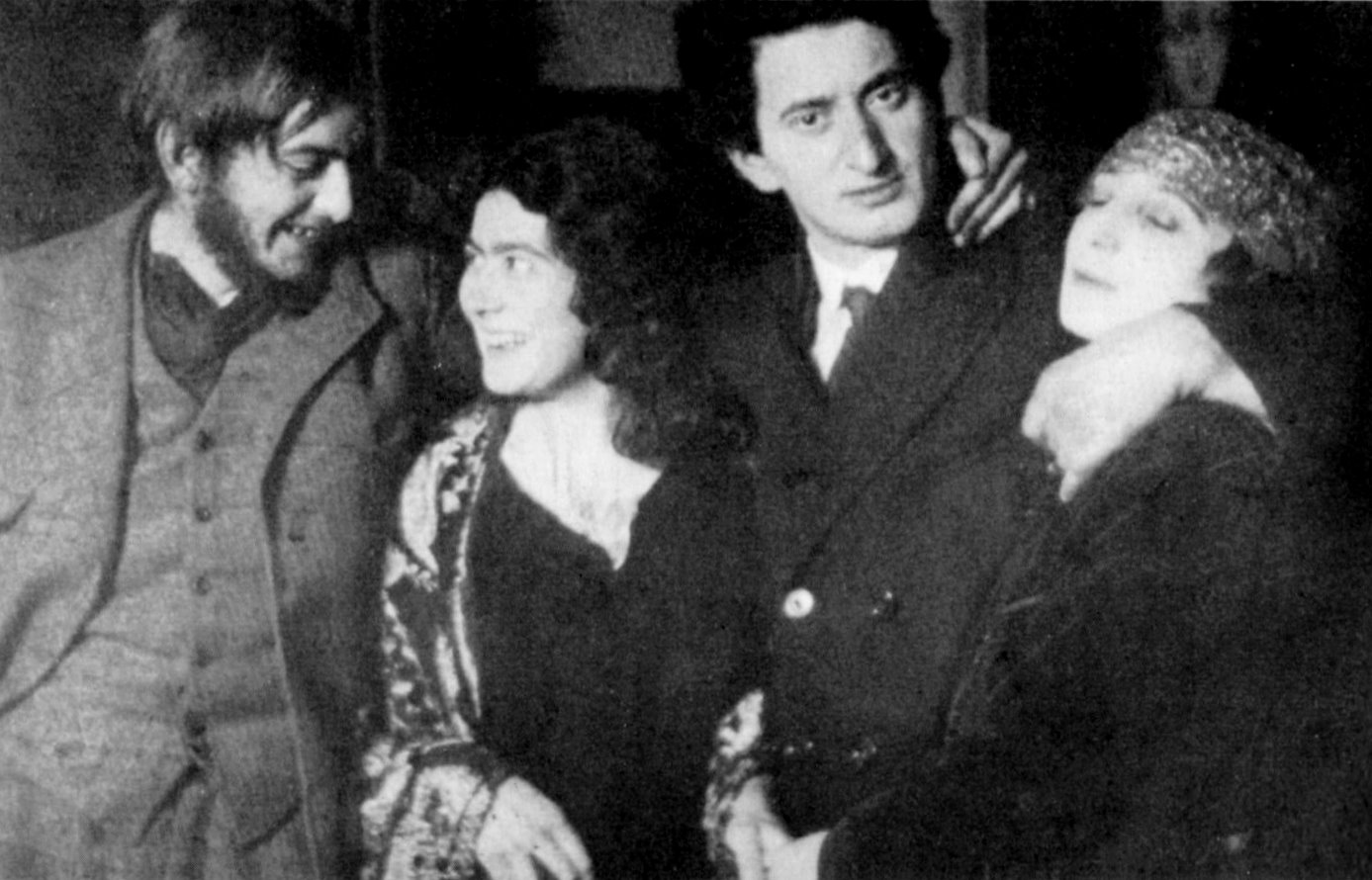
Roy & Mary Campbell (sinistra), Jacob Kramer & Dolores

Figlio di Margaret e Samuel George Campbell, a 17 anni lasciò il Sudafrica per andare a studiare all'Università di Oxford, ma non superò l'esame di ammissione. Tuttavia ebbe modo di stringere amicizia con il compositore William Walton ed il pittore e scrittore Wyndham Lewis. Nel 1922 si trasferì a Londra, dove conobbe Mary Garman. Nello stesso anno i due si sposarono e andarono ad abitare ad Aberdaron, in Galles. 
Qui Roy Campbell portò a termine uno dei suoi poemi più importanti: The Flaming Terrapin. Sarà pubblicato nel 1924 riscuotendo elogi dalla critica benché le vendite non andarono come sperato. Le precarie condizioni economiche lo spinsero a far ritorno a Durban, dove insieme a Laurence van der Post e William Plomer, fondò la rivista letteraria Voorslag. 
Nel 1928  pubblicò il poema satirico The Wayzgoose, con cui Campbell affrontava il tema del razzismo e successivamente fu dato alle stampe The Georgiad, opera con la quale criticò aspramente il mondo del Bloomsbury, gruppo letterario londinese di cui, tra gli altri, facevano parte Edward Forster, Duncan Grant e Virginia Wolf. 
Trasferitosi in Spagna combatté durante la guerra civile dalla parte della Falange e nell'occasione riuscì a salvare i manoscritti di San Giovanni della Croce. Per celebrare la vittoria di Francisco Franco, nel 1939 scrisse il poema Flowering Rifle, Fucile Fiorente.
Allo scoppio della seconda guerra mondiale si unì alla Air Raid Precaution ed in seguito ai King's African Rifles. Fu congedato nel 1944 a causa di una displasia all'anca.
Il 23 aprile del 1957 morì in un incidente stradale lasciando moglie e le due figlie Teresa e Anna.